# 白石澪
白石 澪（しらいし みお）は、日本の女流官能小説家。株式会社フランス書院が2002年に初主催した第1回フランス書院文庫官能大賞において大賞を受賞しデビュー。

## 来歴・人物
フランス書院の紹介によれば、デビュー当時は静岡県在住の現役女性教師。
フランス書院における官能小説家としてのデビューは、第1回フランス書院官能大賞で大賞を受賞し2003年3月に刊行された『人妻・同窓会の夜に』である。大賞受賞者は、2021年3月に結果発表された第26回までで3人のみ。

## 著書
- 人妻・同窓会の夜に（2003年3月、フランス書院マスターズ文庫）
- 熟妻専科（2003年9月、フランス書院ニューロマンコレクション） - 8名の作家によるアンソロジー。
- 私は人妻教師、私は女（2003年12月、フランス書院）
- 淫母相姦 麗子・三十八歳の独白（2004年6月、フランス書院）
- 美母と少年・七年相姦（2004年12月、フランス書院）